# Teodor Zawadowski

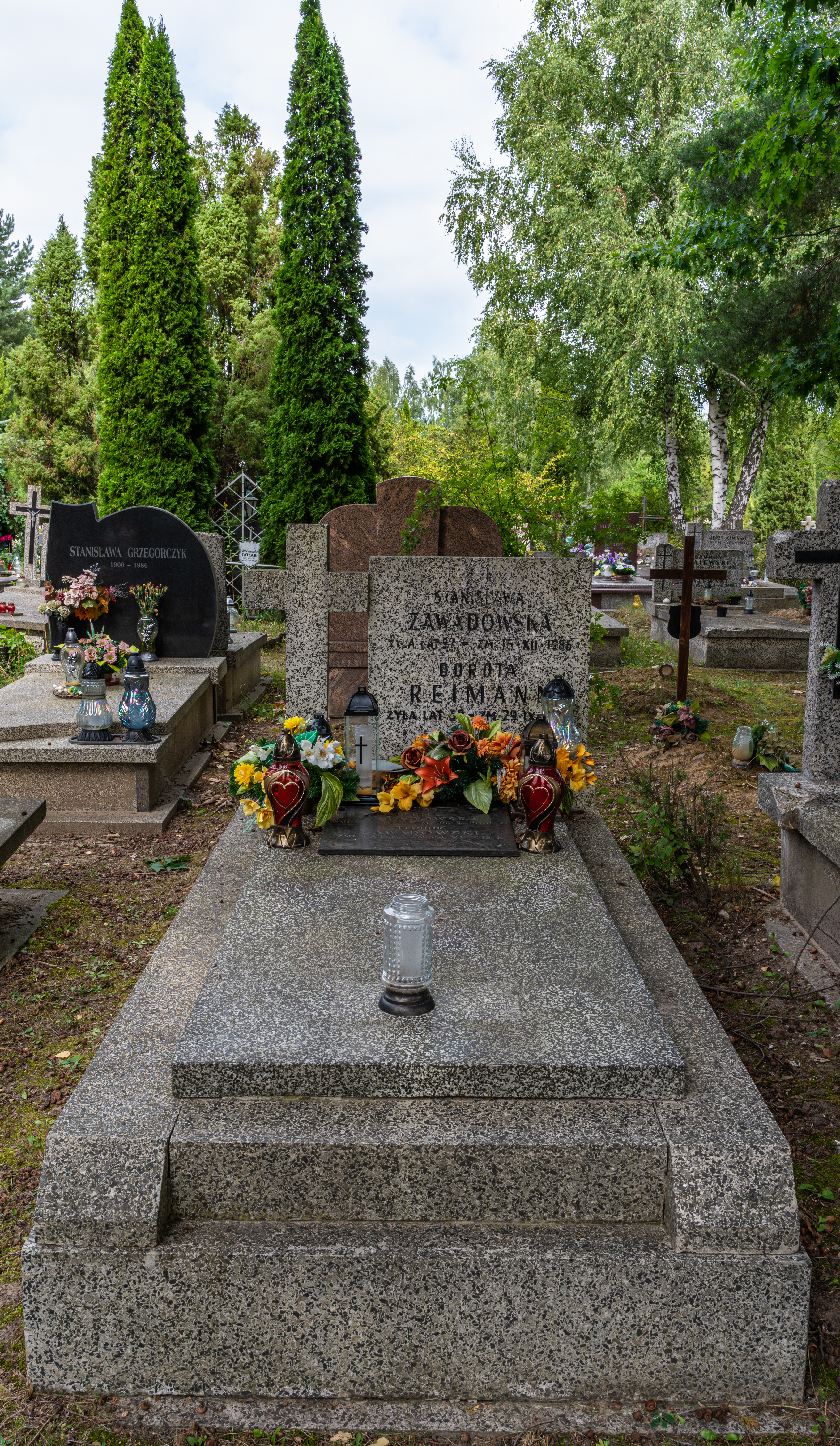
Grób Teodora Zawadowskiego na cmentarzu Komunalnym Północnym w Warszawie

Teodor Zawadowski (ur. 19 lutego 1926 w Stryju, zm. 24 czerwca 2013) – polski chemik, profesor doktor habilitowany, badacz syntezy organicznej związków o spodziewanym działaniu farmakologicznym.

## Życiorys
Teodor Zawadowski ukończył przed II wojną światową szkołę podstawową w Borysławiu. W 1940 roku został wraz z rodzicami wywieziony przez NKWD do obozu w Omsku. Następnie przebywał w łagrze na Uralu. W 1941 roku, po podaniu nieprawdziwego wieku, udało mu się dostać do Armii Andersa, z którą przez Persję, Irak, Palestynę, Egipt dotarł do Włoch.
Wrócił do Polski w 1947 roku i w 1949 roku podjął studia na Wydziale Farmaceutycznym Uniwersytetu Warszawskiego. Po ukończeniu studiów w 1953 roku został pracownikiem naukowym Zakładu Chemii Organicznej Wydziału Farmaceutycznego Akademii Medycznej w Warszawie. W roku 1961 uzyskał stopień naukowy doktora (pod opieką profesora Jana Świderskiego, praca pod tytułem Synteza niektórych pochodnych 1,1,1-trójchloro-2-hydroksy-3-/benzofuranylo-3’/propanu, jako związków o działaniu grzybostatycznym), a w roku 1969 stopień doktora habilitowanego nauk farmaceutycznych (rozprawa na temat działania halogenków acetylu na hydroksymetylowe pochodne fenoli). W latach 60. pracował m.in. z Anną Piskorską-Chlebowską.
W 1971 roku przeniósł się do Zakładu Chemii Ogólnej Wydziału Ogólnolekarskiego Akademii Medycznej, którego kierownictwo objął w roku 1973. W roku 1980 uzyskał stanowisko profesora nadzwyczajnego, a w roku 1989 profesora zwyczajnego. Zakładem Chemii Ogólnej kierował do przejścia na emeryturę w roku 1996.
Przez trzy kadencje (w latach 1972–1981) pełnił funkcję prodziekana Wydziału Farmaceutycznego Akademii Medycznej w Warszawie oraz zastępcy dyrektora Instytutu Nauki o Leku, działającego w ramach Wydziału Farmaceutycznego (1987–1994). Był również członkiem Rady Wyższego Szkolnictwa Medycznego (1982–1985) i członkiem Komisji Leku Syntetycznego (od 1986 roku).
Opublikował ponad 120 prac naukowych, w tym około 90 prac eksperymentalnych, 3 patenty, skrypty, monografie, kilkadziesiąt komunikatów zjazdowych. Wypromował 12 doktorów i opiekował się jednym przewodem habilitacyjnym.

## Odznaczenia
- Medal Wojska
- 1939–1945 Star
- Defence Medal
- War Medal 1939–1945
- Italy Star[5].

## Życie rodzinne
Teodor Zawadowski był synem Zygmunta, oficera legionisty II Brygady Legionów Polskich, odznaczonego Orderem Wojennym Virtuti Militari za wojnę polsko-bolszewicką, który pracował przed II wojną światową jako kierownik prowadzący wydobycie ropy naftowej w Borysławiu. Matka Teodora, Stanisława z domu Bal, była nauczycielką. Bratem Zygmunta był Witold Zawadowski.
Ożenił się w 1954 roku z Ireną Waleron (1923–2001), córką Andrzeja Walerona, miał z nią troje dzieci, w tym Dorotę i Jacka.
Pochowany na cmentarzu Komunalnym Północnym na Wólce Węglowej (W-XV-6 13 18).